# سوسکچه‌های نخستین ماکروبلوس
سوسکچه‌های نخستین ماکروبلوس(نام علمی: Macrobelus) نام یک سرده از زیرخانواده سوسکچه‌های نخستین بلینا است.